# 天に続く道
天に続く道（てんにつづくみち）は、北海道の観光地の一つ。北海道の国道244号から334号、斜里郡斜里町と小清水町を結ぶ、全長約28キロメートルの直線道路の、起点から眺める景観の呼称である。道の先が天に繋がっているように見えることが、この呼称の由来である。2010年代から、TwitterなどSNSの投稿の影響などで、観光地として話題となっており、北海道外、日本国外からも観光客が訪れている。

## 概要

道の起点に設置された案内看板

明治時代初期に政府が北海道の開拓を推進するために、人や物資を効率良く運ぶために造った、多くの道路の一つである。明治後期には、大部分が農道などとして利用されていたといわれている。2000年（平成12年）頃に舗装された。直線道路としては北海道内で2番目の長さである。
後述のように観光客が増加する一方で、かつての地図やカーナビには撮影ポイントが表示されておらず、斜里町への道順の問合せも増えたことから、2017年（平成29年）に、起点となる峰浜地区の撮影ポイントに、斜里町により案内看板が設置された。看板には、ヒグマをモチーフとした斜里町の観光シンボルキャラクター「知床トコさん」がデザインされている。
レンタカーやバイクで訪れる観光客の増加により、路上駐車が多発していたため、2018年（平成30年）には道の起点周辺に、24時間無料で利用可能な駐車場と、展望デッキが作られた。

## 特徴

天に続く道の空中写真。緑色の線で示した。
1977年9月28日撮影の26枚を合成作成。

高低差があるため、道の先が空へ向かっているように見える。視線を遮るものが何もないために、その名の通り「天に続く道」のように錯覚される景色が、特徴に挙げられる。
初夏は新緑、秋は紅葉、冬は雪景色と、季節によって景色が異なることも特徴の一つとされる。夕焼けで道が照らされた光景は観光地として評価が高く、特に晴れた日の夕暮れには、夕陽に照らされた大地を遠方まで臨むことができる。9月下旬から10月上旬にかけては、夕陽が道の中央に沈む光景がみられる。
近隣には「名も無き展望台」と名づけられた木製の展望台があり、この道と共に、オホーツク海や周辺の田畑などの景色も合わせて、楽しむことができる。
観光地である一方、一般道路でもあるため、子供や動物、他の自動車の通行への注意、周囲の農地に立ち入らないなどの配慮が呼びかけられている。

## 反響
2000年（平成12年）に舗装されたばかりの頃は、現地の住民すら見向きもしなかったが、口コミで次第に広がり、観光バスのルートにも組み込まれた。
2010年代から、TwitterなどSNSの投稿の影響などで、話題となり始めた。2016年（平成28年）8月には航空会社の機内誌に掲載されたことで、知名度が全国的なものとなり、JTBでも「旅のおすすめプラン」として紹介された。東京や大阪など北海道外や、香港など日本外からの観光客も増加した。2017年（平成29年）の斜里町の調査では、観光客の数は平日でも1日500人以上であり、2022年（令和4年）には、年間約15万人もの観光客が訪れるようになった。
北海道外からの観光客からは「北海道らしい絶景」「本当に『でっかいどう』」「どこまでも延びる道がとても開放的」と感激の声も上がっている。2017年に配置された案内看板も、道外の観光客から「看板のおかげで来ることができた」、2018年新設の駐車場も「駐車場のおかげで景色をじっくりと楽しめた」と、好評の声が聞かれた。
ドライブスポットとしての人気、バイカーや自転車ツーリングの旅行者への人気も高い。2016年（平成28年）には、台湾の自転車愛好者向け雑誌「単車身活」で、オホーツク管内沿岸のサイクリングコースの一つとして掲載された。
2021年（令和3年）には、写真家がTwitterで、天に続く道が夕陽で照らされている画像を投稿したところ、「いいね」が18万近くにのぼるなど、多くの反響があった。2023年（令和5年）にも、Twitterに投稿された画像が、「見ていて壮観」「これは感動ですね」などと話題を呼んだ。Twitter投稿者は「人が多く、撮影も順番順番で、待ち時間が結構あって大変だった」と、人気スポットならではの苦労を語っていた。
2023年（令和５年）に斜里町の知床博物館で特別展「斜里平野の魅力」でも紹介され、館長である佐々木剛志は「何気なく目にしていた当たり前の景色が、多くの人が足を運ぶ魅力的な景色に変わっていました」と語った。
『羽鳥慎一モーニングショー』（テレビ朝日）、『昼めし旅 〜あなたのご飯見せてください!〜』（テレビ東京）、『ドキュメント20min.』（NHK総合）など、多くのテレビ番組でも取り上げられた。
観光客の増加の一方で、道の起点に整備された8台分の駐車場では数が不足し、路上駐車の車が列をなし、農作業用のトラクターの通行を妨げることもある。交通トラブルの防止と観光振興のため、広場や駐車場の再整備が、課題に挙げられている。